# Hadžibegova pevnost
Hadžibegova pevnost (bosensky Hadžibegov Grad), též také Hutovská pevnost (bosensky Hutovska tvrđava) se nachází u obce Hutovo v jižní části Bosny a Hercegoviny u města Neum.

## Popis
Pevnost má půdorys nepravidelného pětiúhelníku. V jednotlivých rozích, ale nejen v nich, je rozmístěno celkem devět věží. Uprostřed pevnosti se nachází otevřený prostor, kde stála studna. Stavba byla orientovány dle východo-západní osy. Areál pevnosti je zhruba 70 m dlouhý a široký 50 metrů. Uvnitř i vně se nacházely velké nádrže na vodu.
U východní zdi se nachází pět dobudovaných menších přízemních místností a dvě na prvním patře. Ty pravděpodobně sloužily pro pobyt posádky. Okolo pevnosti se nacházel příkop.

## Historie
Pevnost historicky vznikla u silnice, spojující Hutovo jižním úpatím pohoří Žaba směrem na západ k moři. Zajišťovala kontrolu nad strategickým územím, jednou z mála cest, která byla v oblasti průchodná a překonávala menší horský hřbet. Po cestě byly v dobách existence Osmanské říše směřovány karavany se solí z města Ston v dnešním Chorvatsku do vnitrozemí. Pevnost získala svůj název podle svého posledního vlastníka, Hadžibega Rizvanbegoviće.
Stáří pevnosti je nejasné; někteří historici se domnívají, že zde existovalo opevnění již v dobách vlády byzantského císaře Justiniána I., nicméně toto nebylo potvrzeno vzhledem k nedostatku archeologických průzkumů v dané lokalitě. Nejspíše je pevnost předtureckého původu a byla Turky přestavována.
Poprvé je připomínána k roku 1714 jako opevněná věž, která spadala pod stolackou kapetanii. Bránilo ji několik jednotlivců, bylo zde rovněž i vybíráno clo. V letech 1795 až 1802 ji spravoval Hadž-Mehmed-beg, poplatky především platili pravoslavní (srbští) obchodníci z Nevesinje, kteří po cestě často procházeli. Hadž-Mehmed-beg nechal rozšířit původní kamennou věž do podoby pevnosti. Stavební práce byly dokončeny nejspíše do roku 1806.
Během Hercegovského povstání obsadila pevnost turecká vojska. Vzbouřenci nicméně pevnost zapálili a zničeny byly všechny dřevěné prvky objektu. V letech 1875 až 1878 byla vyhořelá pevnost opuštěna.
V roce 1969 byla z iniciativy Zemského muzea v Sarajevu provedena revitalizace objektu. V roce 2004 byl objekt zapsán na dočasný seznam kulturních památek Bosny a Hercegoviny. Některé prvky z pevnosti jsou umístěny v lapidáriu v nedaleké obci Hutovo. Společnost přátel staré pevnosti Hutovo ji v současné době užívá pro různé oslavy. Arál je veřejně přístupný, není hlídaný ani nikterak sofistikovaně spravovaný.